# Țărancă cu maramă (pictură de Nicolae Grigorescu)
Acest articol dezvoltă secțiunea Opera a articolului principal Nicolae Grigorescu.
Țărancă cu maramă este o pictură realizată de pictorul român Nicolae Grigorescu. Lucrarea aparține Muzeului Național de Artă al României, nu a fost datată de către artist, dar a fost semnată în partea de dreapta jos a ei.
Țăranca cu maramă a fost realizată, în opinia criticului George Oprescu, undeva în perioada 1876 - 1887. După caracteristicile execuției, ea a fost pictată în stilul Bătrânei din Brolles și foarte probabil în același timp cu aceasta. Se știe cu exactitate că Bătrâna din Brolles a fost expusă în anul 1885, ca o lucrare de abia terminată, și tot atunci ar fi fost făcută și țăranca cu maramă.
Prin numeroasele portrete de țărani și țărănci pe care le-a făcut, el a reușit să pună într-o lumină de o deosebită strălucire: omenia, robustețea fizică și morală, demnitatea și legătura lor cu natura. Chiar dacă unora dintre ele li se poate reproșa o lipsă de profunzime, el a coagulat o imagine a satului românesc de odinioară, plină de farmec și căldură, nuanțată și de un pitoresc autentic, născut din observația și cunoașterea cea mai directă la care s-a alăturat o pasiune vie și adevărată pentru o astfel de tematică.

## Portrete de țărănci
Făcând parte din mediul rural, fiu de țăran care a păstrat nealterată de-a lungul vremii, dragostea față de oamenii din mijlocul cărora s-a ridicat, artistul i-a observat și i-a studiat cu toată atenția în toate peregrinările pe care le-a făcut prin România.
Grigorescu a năzuit în întreaga sa carieră și chiar a izbutit, să contureze un portret de tip colectiv al țăranului român. Prin numeroasele portrete de țărani și țărănci pe care le-a făcut, el a reușit să pună într-o lumină de o deosebită strălucire: omenia, robustețea fizică și morală, demnitatea și legătura lor cu natura. Chiar dacă unora dintre ele li se poate reproșa o lipsă de profunzime, el a coagulat o imagine a satului românesc de odinioară, plină de farmec și căldură, nuanțată și de un pitoresc autentic, născut din observația și cunoașterea cea mai directă la care s-a alăturat o pasiune vie și adevărată pentru o astfel de tematică.
Țărancă cu maramă, împreună cu Mocanul, Țărancă din Muscel, Țăranca voioasă și Țărancă de la munte, se remarcă a fi una dintre cele mai bune și mai reprezentative lucrări cu o astfel de tematică din opera grigoresciană. Este redat în ea, minunatul port popular românesc, cu toată bogăția lui de culori, port care este în acest tablou documentar nu numai anecdotic, ci și o parte importantă și integrantă a portretului. El contribuie la conturarea unui profil moral al tinerei țărănci, dându-i în final prestanță și multă noblețe.

## Descrierea lucrării
Țăranca cu marama a fost realizată, în opinia criticului George Oprescu, undeva în perioada 1876 - 1887. După caracteristicile execuției, ea a fost pictată în stilul Bătrânei din Brolles și foarte probabil în același timp cu aceasta. Se știe cu exactitate că Bătrâna din Brolles a fost expusă în anul 1885, ca o lucrare de abia terminată, și tot atunci ar fi fost făcută și țăranca cu maramă.

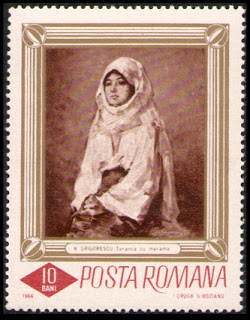
Țărancă cu maramă - timbru 1956

Portretul a fost realizat pe un fond verde care nu face decât să avantajeze motivul prin contrastul violent și nu prea potrivit cu figura tinerei femei.  Abordarea acestei culori a fondului, a fost considerat un capriciu al pictorului, cel care folosea cel mai adesea un brun intens ce trece în tonuri spre negru.  Privind alte lucrări făcute de Grigorescu, se poate vedea că el picta pânza în astfel de brunuri până aproape de genunchii modelului așezat adesea pe un scaun, ladă sau tăpșan.  Realizarea fondului în tonuri de verde, are ca efect un contrast nu prea accentuat al siluetei care se desprinde cu claritate față de fond, fără ca deosebirea să devină supărătoare.  În mod similar, artistul a mai încercat să dea un fond deschis unui cap de Țărancă din Muscel, încercare care s-a dovedit incontestabil, ca fiind o reușită a genului.  Cu toate acestea, critica de artă a găsit două cusururi țărăncii muscelene.  Primul, este tot fondul, care are o nuanță ușor cenușie de o nuanță foarte delicată, dar nu prea nimerită.  Al doilea, se poate observa că unele părți ale maramei de pe capul țărăncii se confundă cu tonul fondului.
La Țăranca cu maramă, cusurul fondului lipsește. Figura brunetă a femeii sprâncenate, cu buze cărnoase și umede, sigură pe ea și cu o inteligență care reiese din privire, este pictată în amănunt. Restul elementelor vestimentare au fost figurate de la maramă la poale, în tușe largi și dâre de culoare. Ia fără râuri are o nuanță smântânie și tușele au fost duse cu o adâncă înțelegere, inclusiv în sensul direcției în care au fost trasate, totul ducând la final la o senzație de suplețe a pânzei. Totul a fost gândit magistral în figurarea veșmintelor. Astfel, se vede greutatea mânecilor care cad de-a lungul mâinilor, precum și toate particularitățile volumelor și materialelor ce îmbracă personajul înfățișat.

## Galerie

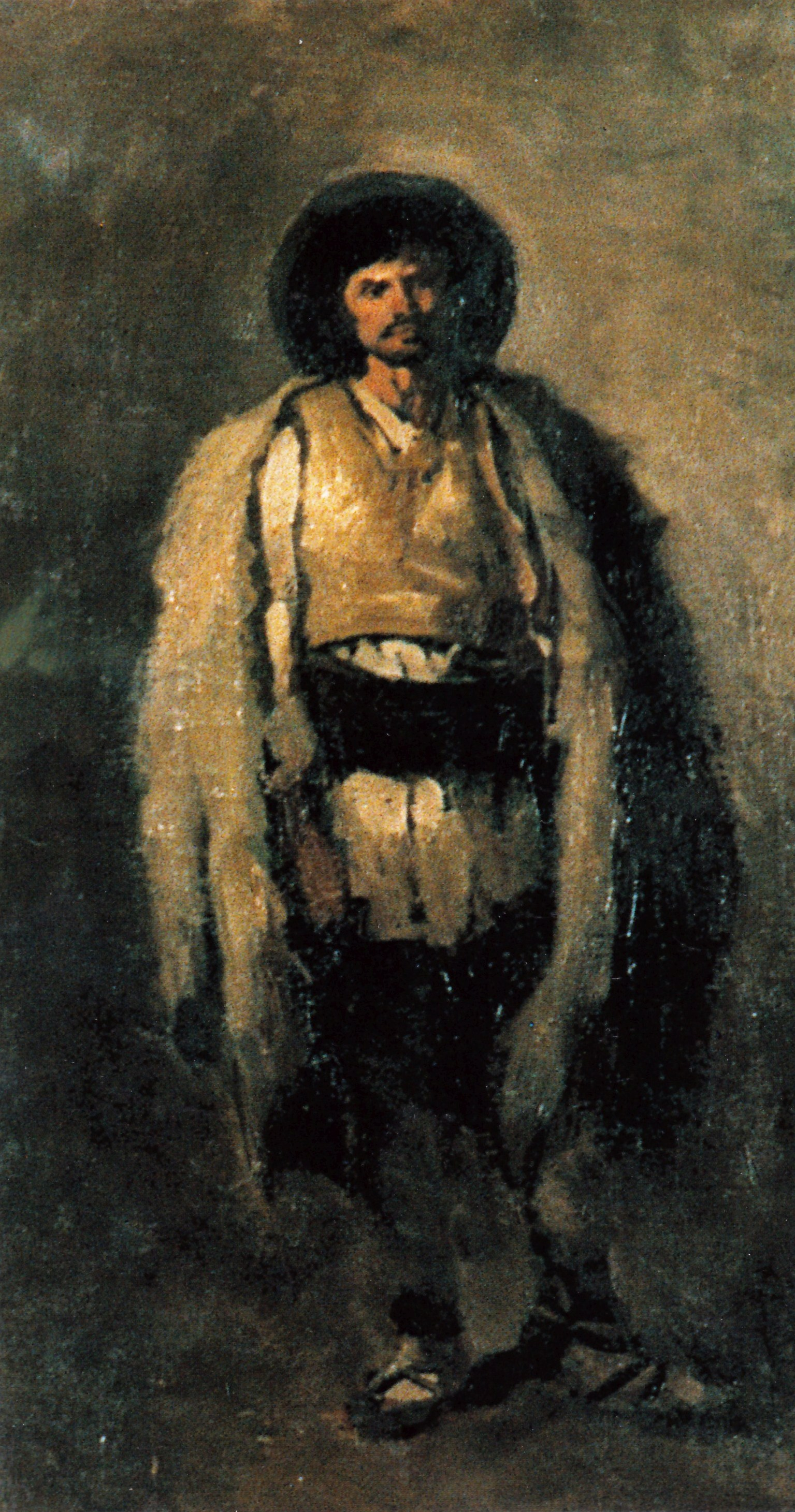
Mocanul
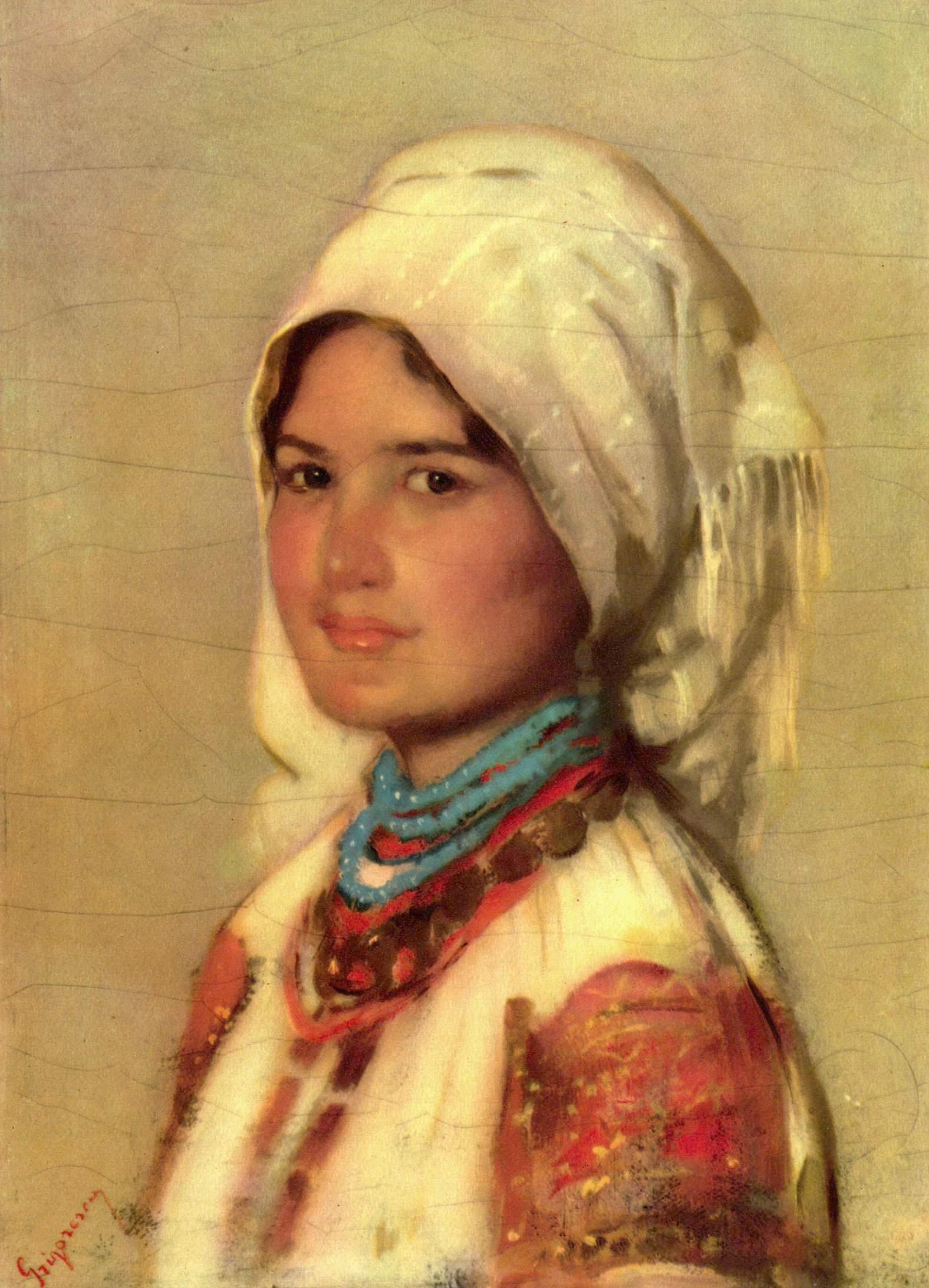
Țărancă din Muscel
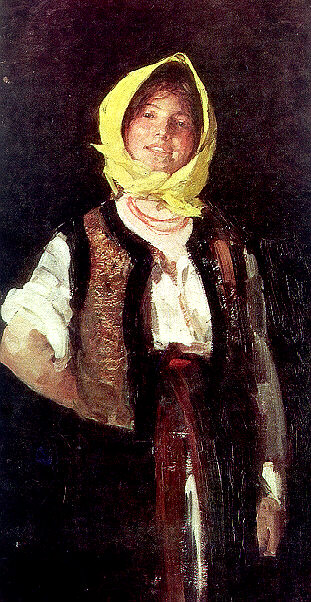
Țărancă voioasă
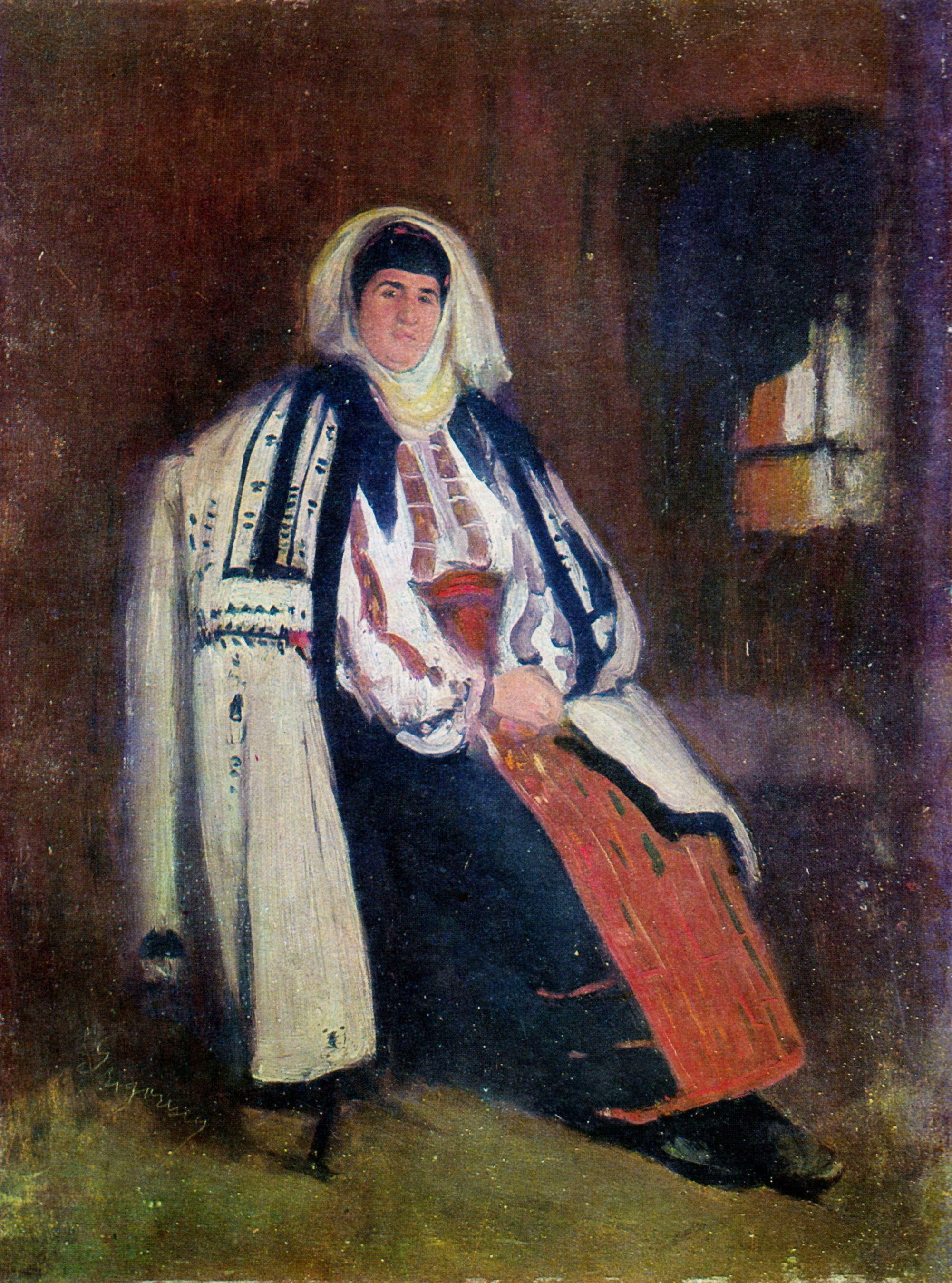
Țăranca de la munte
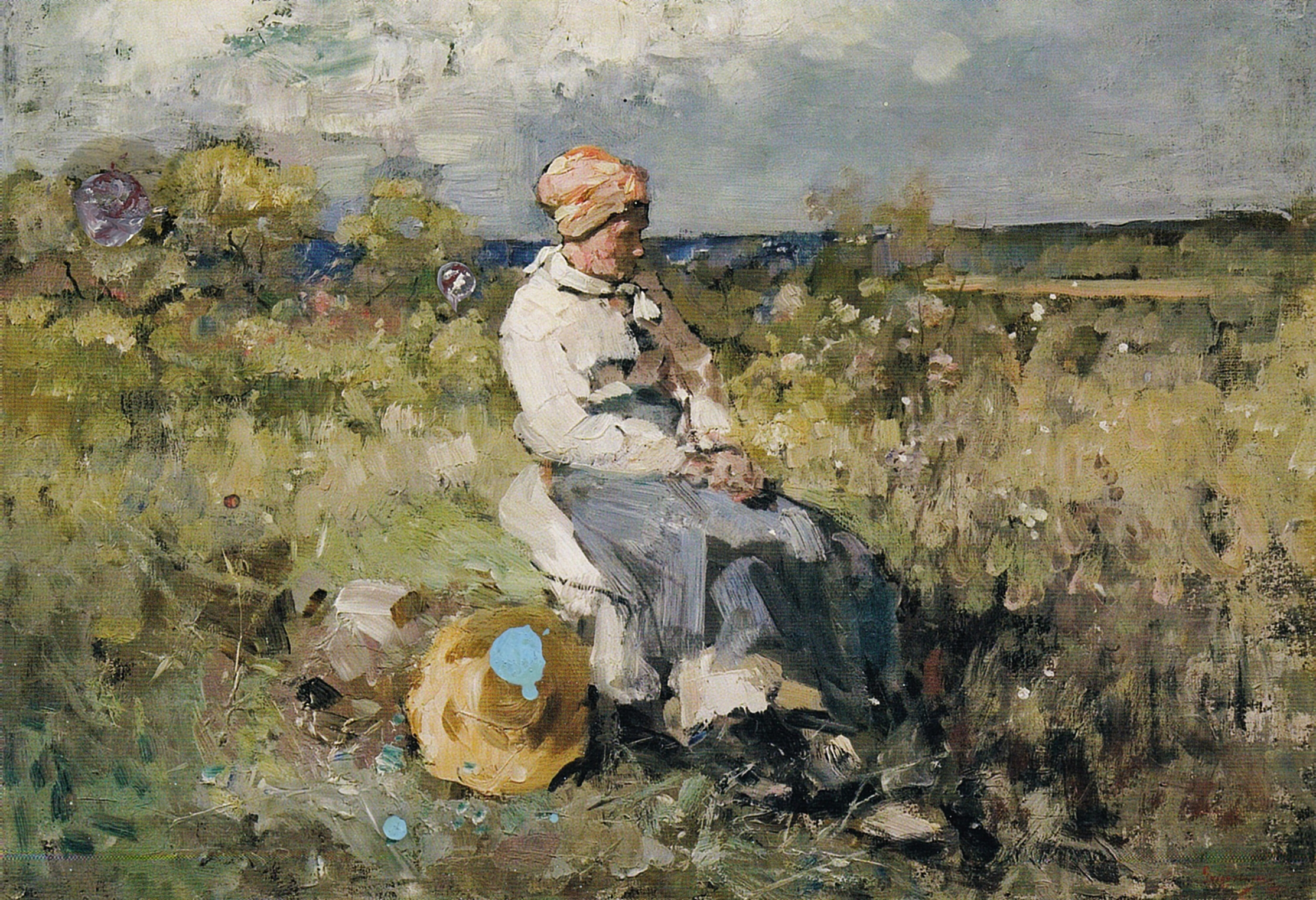
Bătrâna din Brolle